# Скужець (гміна)
Гміна Скужець (пол. Gmina Skórzec) — сільська гміна у центральній Польщі. Належить до Седлецького повіту Мазовецького воєводства.
Станом на 31 грудня 2011 у гміні проживало 7550 осіб.

## Площа
Згідно з даними за 2007 рік площа гміни становила 118.91 км², у тому числі:
- орні землі: 80.00%
- ліси: 15.00%

Таким чином, площа гміни становить 7.42% площі повіту.

## Населення
Станом на 31 грудня 2011:
| Опис     | Загалом | Загалом | Чоловіки | Чоловіки | Жінки | Жінки |
| -------- | ------- | ------- | -------- | -------- | ----- | ----- |
| одиниця  | осіб    | %       | осіб     | %        | осіб  | %     |
| все      | 7550    | 100     | 3821     | 50.61    | 3729  | 49.39 |
| міське   | 0       | 100     | 0        |          | 0     |       |
| сільське | 7550    | 100     | 3821     | 50.61    | 3729  | 49.39 |

## Сусідні гміни
Гміна Скужець межує з такими гмінами: Вішнев, Водине, Доманіце, Котунь, Седльце.